# Dietrich Moritz Petri

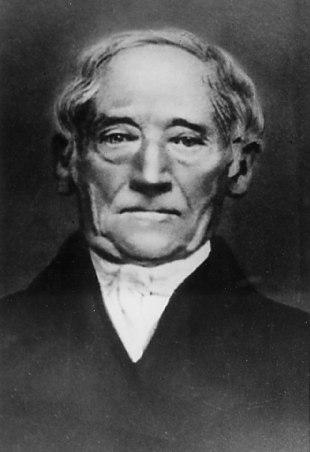
Dietrich Moritz Petri

Dietrich Moritz Petri (* 21. Januar 1782 in Lemgo; † 9. November 1863 ebenda) war ein lippischer Landtagsabgeordneter und Bürgermeister von Lemgo.

## Leben
Moritz Petri wurde als siebtes Kind der Eheleute Franz Karl Theodor Petri und Anna Elisabeth Benzler geboren. Er war der jüngere Bruder des späteren Detmolder Regierungspräsidenten Friedrich Simon Leopold Petri. Sein Vater Franz Karl Theodor Petri war ab 1774 Stadtsekretär in Lemgo, seine Mutter Anna Elisabeth Benzler Tochter des Bürgermeisters Johann Anton Benzler.
Moritz Petri besuchte das Lemgoer Gymnasium und studierte in Göttingen Jura. Er wurde 1805 Auditor im Amt Brake und ab 1807 Syndikus in Lage. Im Jahr 1813 bestellte ihn Fürstin Pauline zum Stadtrichter in Lemgo. In den Jahren 1821 bis 1857 oder 1858 war Petri erster Bürgermeister der Stadt Lemgo. Zusammen mit dem zweiten Bürgermeister Lemgos, August Wilhelm Ernst, saß Petri im Lippischen Landtag von 1836.
Petri war seit 1809 verheiratet mit Charlotte Elisabeth Clemen (1789–1826), einer Schwester des Lemgoer Pastors Hermann Friedrich Ferdinand Clemen. Aus der Ehe gingen vier Kinder hervor, von denen zwei im Kindesalter verstarben. In zweiter Ehe war Petri verheiratet mit Sophie Henriette Schnittger, Witwe des Forstinspektors Heinrich Pothmann. Mit ihr hatte er neben einer Stieftochter noch sechs weitere Kinder, von denen drei früh verstarben.